# 芮氏割齒喉盤魚
芮氏割齒喉盤魚，為輻鰭魚綱鱸形目喉盤魚亞目喉盤魚科的其中一種，該物種分布於中西大西洋的加勒比海海域，棲息深度可達3公尺，體長可達3.5公分，屬底棲性魚類。